# Joppa extremis
Joppa extremis är en stekelart som beskrevs av Morley 1915. Joppa extremis ingår i släktet Joppa och familjen brokparasitsteklar. Inga underarter finns listade i Catalogue of Life.